# Dům U Zlatého pluhu (Pohořelec)
Dům U Zlatého pluhu, dříve U Tří hvězd,:148 čp. 150 je řadový měšťanský dům na Pohořelci, na Hradčanech v městské části Praha 1. Je chráněn jako kulturní památka České republiky.

## Historie
Na úzké podlouhlé parcele přiléhající na jihu k hradbě sousedícího Strahovského kláštera, byl postaven v 2. polovině 16. století dům s fasádou orientovanou na sever. Do roku 1685 jej vlastnil měšťan a zedník Hans Rössl, pravděpodobně v témže roce byl dům, popisovaný jako menší zádušní dům, prodán kameníkovi Santinu Aichlovi za 260 zlatých, což bylo strahovskou vrchností potvrzeno 26. února 1686.:131, 136, 148 Dům byl na konci 17. století zásadně přestavěn ve raně barokním slohu. Když Santin Aichel v roce 1702 jako vdovec zemřel, aniž by zanechal závěť, přešel dům do společného vlastnictví synů Jana a Františka.:131, 149 V domě následně až do své předčasné smrti v létě 1709 bydlel František Santini-Aichel, po kterém jej zdědila manželka Barbora (dcera kameníka Adama Kulicha).:149 Později byl dům v majetku měšťana Matěje Novotného.:149 V roce 1725 proběhla další přestavba domu, zmiňována je i pozdější klasicistní úprava. Na historickém snímku z evidenčního listu kulturní památky je přízemí upraveno jako prodejna Ovoce – Zelenina.

## Popis

### Exteriér
Dvoupatrový dům vrcholící trojúhelníkovým štítovým nástavcem. Členění fasády odpovídá raně barokní přestavbě na konci 17. století, což dokládá trojice pilastrů vysokého řádu s jednoduchými dórskými hlavicemi obklopující okna v prvním a druhém patře. Dvě dvojice oken jsou v těchto patrech sdružena šambránami, které jsou nověji profilované, v 1. patře jejich tvary odpovídají nejpozdnějšímu klasicismu. Na prostředním pilastru je nad prvním patrem umístěno malované znamení zobrazující pluh, pod kterým je nápis „U zlatého pluhu“. Průčelí ukončuje volutový štít s plnou atikou, z přilehlých stříšek jsou po stranách průčelí vedeny okapové svody. Přízemí zdobí dvě slepé arkády s pozdně barokním poloeliptickým krámcovým portálem vlevo a zbytkem raně barokního ostění s uchem oddělujícím původně nadsvětlík. Průčelí do zahrady vzniklo řadou úprav a je novotvarem. Ze dvora je pod domem vyhlouben malý sklípek s eliptickou kamennou barokní valenou klenbou.

### Interiér
Přední část přízemí je plochostropá, zadní část vyzděná z kamene, mající vzhledem ke stoupajícímu terénu charakter sklepa, má již klenbu z cihel. Podoba prostor pravděpodobně vznikla v různých dobách. V patře je v předním a středním traktu dispozice obdobná přízemí, nejspíše vznikly ve stejné době. Zbylé místnosti mají nevýrazné ploché stropy. Krov má barokní základ.